# Alexandre Caillot

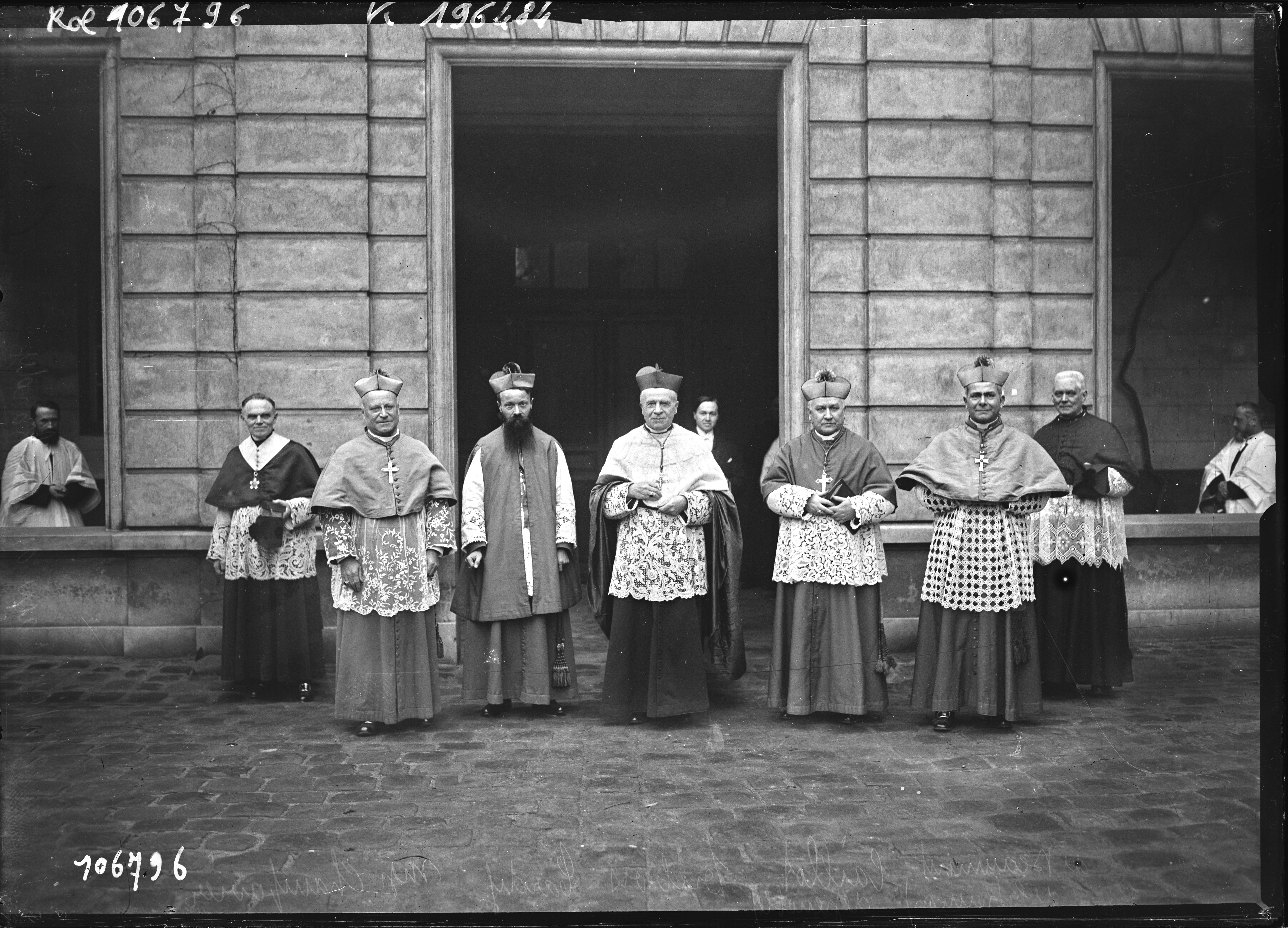
Bischof Alexandre Caillot 1926 (zweiter von rechts, die anderen Bischöfe von rechts nach links: Georges Marie Bonnin de La Bonninière de Beaumont, Louis-Ernest Dubois, Louis Tardy, Daniel Champavier)

Alexandre Caillot (* 21. Juni 1861 in Doyet; † 5. Januar 1957 in Grenoble) war ein französischer römisch-katholischer Geistlicher und Bischof.

## Leben
Alexandre Caillot wuchs als Sohn eines Bergmanns im Bistum Moulins auf. Er erwarb einen Universitätsabschluss im Fach Deutsch und wurde 1884 zum Priester geweiht. Als Leiter des kirchlichen Schulwesens wurde er 1916 Generalvikar. Von 1917 bis zu seinem Tod war er 40 Jahre lang Bischof von Grenoble.
Bischof Caillot war ein glühender Verehrer des nur fünf Jahre älteren Marschalls Pétain und unterstützte den Antisemitismus des Vichy-Regimes den ausländischen Juden gegenüber. Ab 1942 dagegen half er den Juden in seinem Bistum, wo er konnte, und befürwortete (im Einvernehmen mit seinem Erzbischof, Kardinal Gerlier) die von zahlreichen Priestern und Klöstern ausgehenden Initiativen zur Rettung der Juden vor der Verfolgung.